# Bredevoort Boekenstad
Bredevoort Boekenstad was van 1993 tot 2009 een Nederlandse stichting in Bredevoort met als doel het weer meer leefbaar maken van de historische kern Bredevoort.

## Achtergrond
In Bredevoort stonden omstreeks 1990 een aantal panden al jaren leeg en de 1600 inwoners konden de middenstand niet op peil houden. Een artikel in de Volkskrant in 1992  bracht Henk Ruessink, destijds bestuurslid van Bredevoorts Belang, op het idee van Bredevoort een boekenstad te maken om zo het tij te keren. Er werd tijdens werkbezoeken aan Hay-on-Wye (Wales) en Redu (België) uitvoerig met de stichters van deze boekensteden gesproken. Bredevoort bleek perfect aan enkele voorwaarden voor een boekenstad te voldoen, maar de belangrijkste voorwaarde was dat voldoende antiquaren geïnteresseerd waren om zich te vestigen. In 1993 werd gestart met het project Bredevoort Boekenstad met als doel het weer meer leefbaar maken van de historische kern Bredevoort. Er bleken 85 belangstellenden te zijn voor het project, blijkens een daartoe gehouden peiling.

## Eerste activiteiten
Op 27 augustus 1993 werd Bredevoort Boekenstad officieel geopend door Jan Terlouw, toenmalig Commissaris van de Koningin en toenmalig beschermheer van het project. Een zestal antiquariaten had zich toen in Bredevoort gevestigd, evenals een boekbindcentrum, een streekdocumentatiecentrum, een kunstgalerie en een middeleeuws restaurant. Als regelmatige weerkerende activiteiten werd besloten om een aantal grote boekenmarkten te organiseren. Later kwamen daar de derde zaterdagmarkt en de opruimingsmarkt op tweede paasdag bij. 
Dit project werd mede mogelijk gemaakt met behulp van geldelijke bijdragen van de Euregio en de Stichting Nieuwe Bedrijvigheid in Gelderland en de gemeente Aalten.

## Professionalisering en continuering
In 1999 werd een onderzoek uitgevoerd naar de toekomst van Bredevoort Boekenstad. Er moest gewerkt worden aan een goede economische basis voor boekhandelaren en een toename en verdere spreiding van het aantal bezoekers. Daarnaast stond verbreding en verdieping van het aanbod en professionalisering van de organisatie centraal. Zo werd aanbevolen een fulltime professionele coördinator aan te stellen. Een verbeterde exploitatie en toename van sponsorbijdragen zou moeten leiden tot het afbouwen van de gemeentelijke subsidie. Tot dat moment ontving de stichting € 50.000,- per jaar subsidie, naast de inkomsten uit haar eigen activiteiten zoals boekenmarkten en infocentrum. Deze inkomsten gingen op aan de organisatie van deze evenementen en de promotie van Bredevoort Boekenstad (folders, website en kosten evenementen). In het masterplan Bredevoort van de gemeente staan recreatie en toerisme, cultuurhistorie en het versterken van de economische potentie alsmede verdere professionalisering en continuering van het product Bredevoort Boekenstad centraal.
Eveneens in 1999 maakte de Stichting Bredevoort Boekenstad bekend dat zij zichzelf zou opheffen per 1 september. In november 2010 maakt de gemeente Aalten bekend dat zij vanaf dat moment een aantal zaken onder haar beheer zou nemen en daarvoor diverse commissies gaat samenstellen. De Commissie Historie, Landschap en Ambachten (HLA), Commissie Boeken en Poëzie (B&P), Commissie Kunst, Cultuur, Muziek (KCM), Marktcommissie Bredevoorts Boekbelang, Informatiecentrum en Boek op ’t Zand/Expositieruimte. Burgemeester Bert Berghoef treedt daarbij op als beschermheer van het project.

## Afbeeldingen

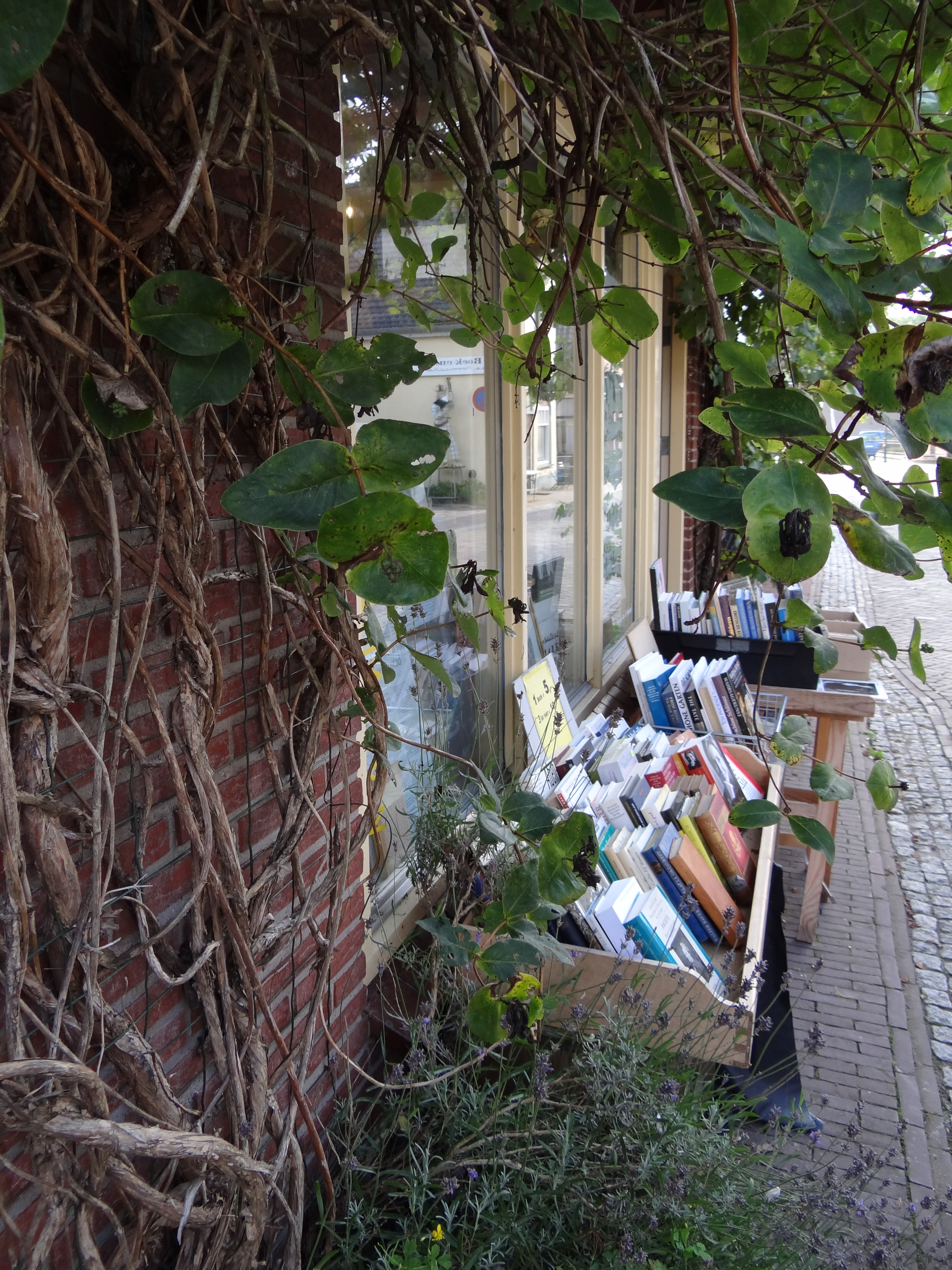
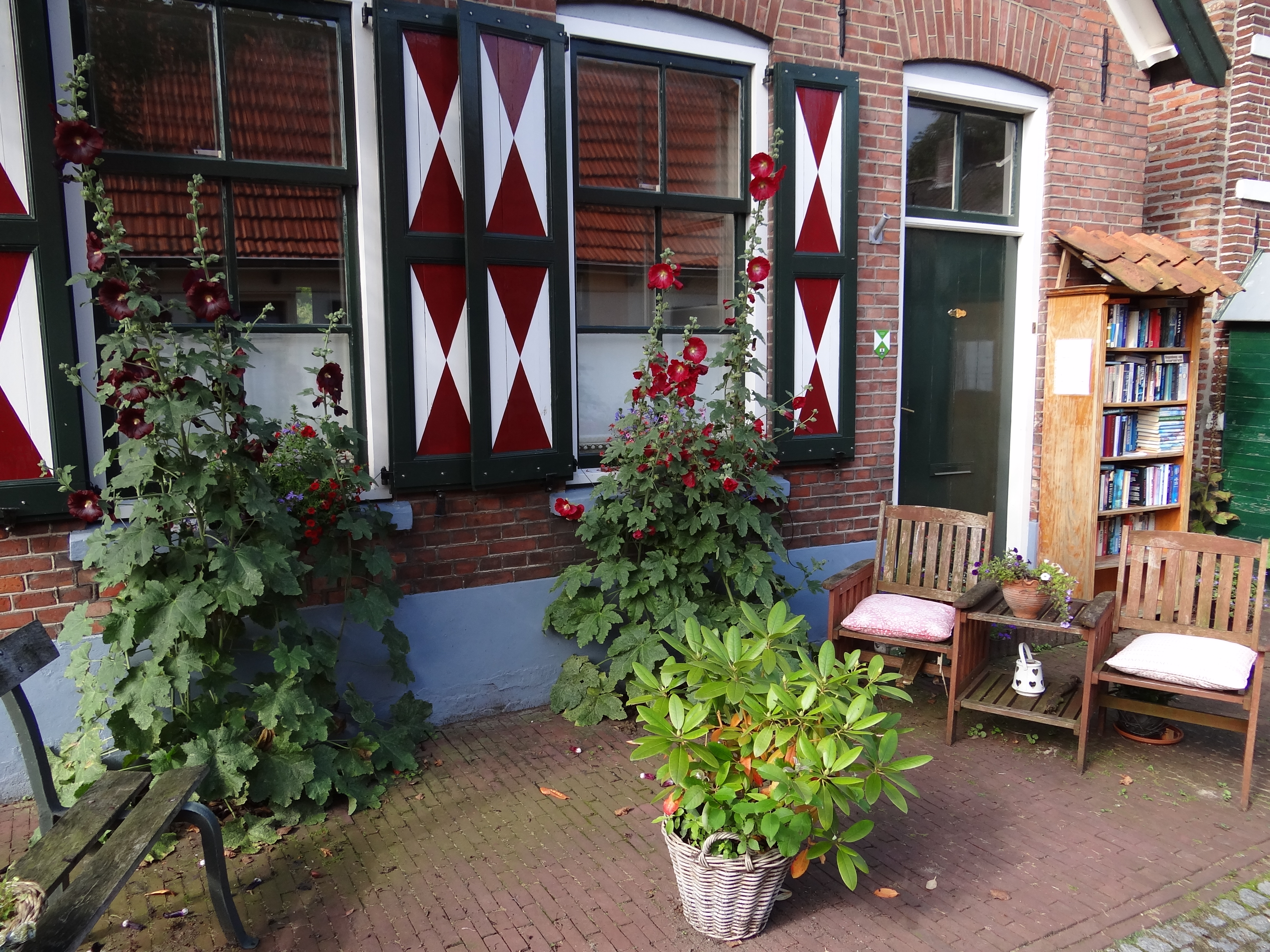
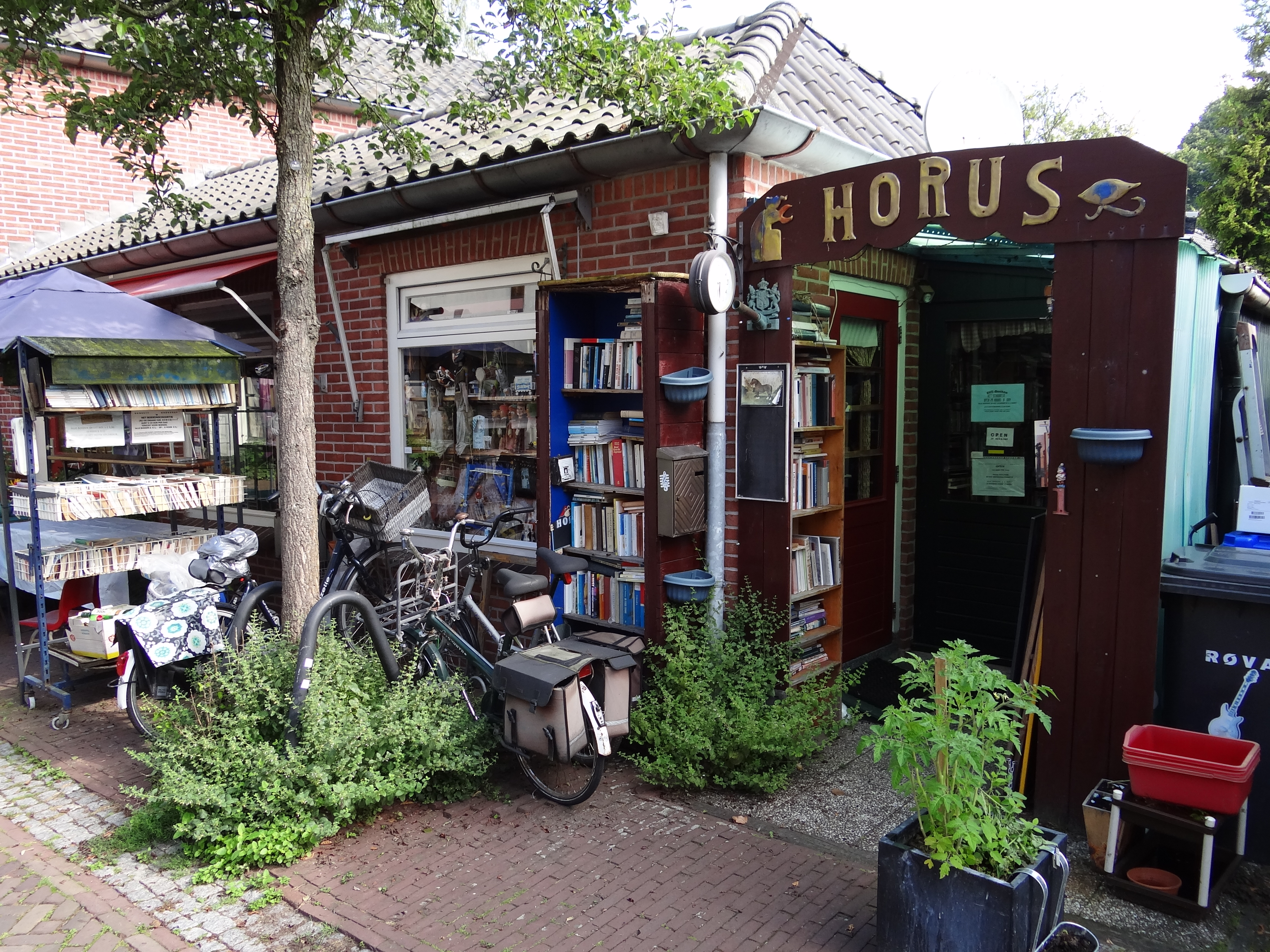
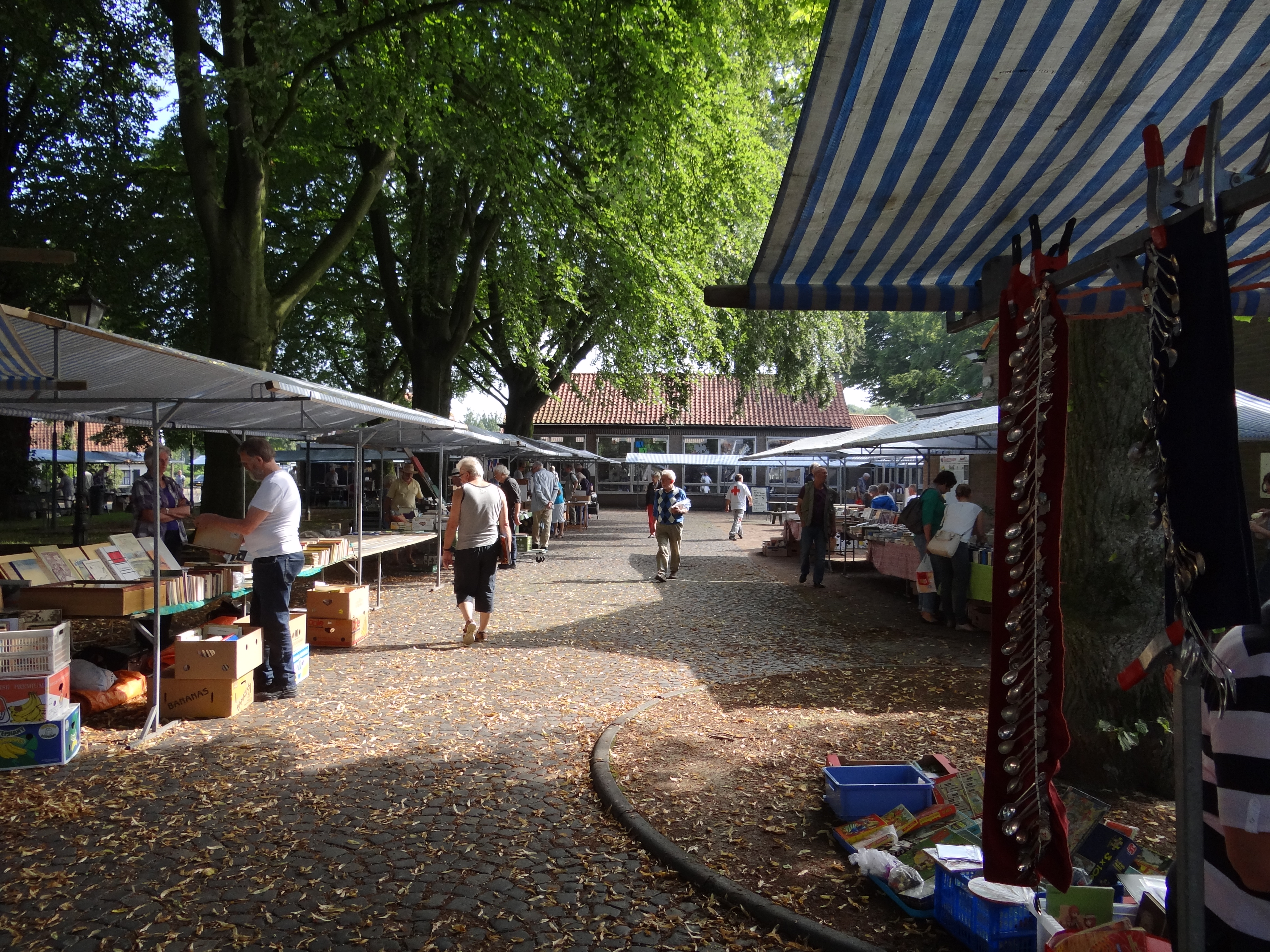